# 檢驗及疫苗研製中心
檢驗及疫苗研製中心，又稱昆陽實驗室（英語：Kwen-yang Laboratory），位於臺灣臺北市，是隸屬於中華民國衛生福利部疾病管制署的生物安全第四等級實驗室。實驗室主要進行傳染病檢驗、疫苗製造、病原體基因測序及相關政策之規劃等工作。

## 參閲
- 國防醫學院預防醫學研究所